# Foveades
Foveades är ett släkte av fjärilar. Foveades ingår i familjen nattflyn.
Kladogram enligt Catalogue of Life:
| Foveades | \| \| Foveades albilineata \| \| \| \| \| \| Foveades aroensis \| \| \| \| |
|          | \| \| Foveades albilineata \| \| \| \| \| \| Foveades aroensis \| \| \| \| |
|          | Foveades albilineata                                                       |
|          |                                                                            |
|          | Foveades aroensis                                                          |
|          |                                                                            |